# 吳明一
吳明一（约1933年—2015年4月14日），臺灣宜蘭縣員山鄉枕山村人，1995年退休後在家鄉經營民宿與休閒農場「庄腳所在」，並推動民宿合法化，被譽為臺灣的「民宿之父」。

## 生平

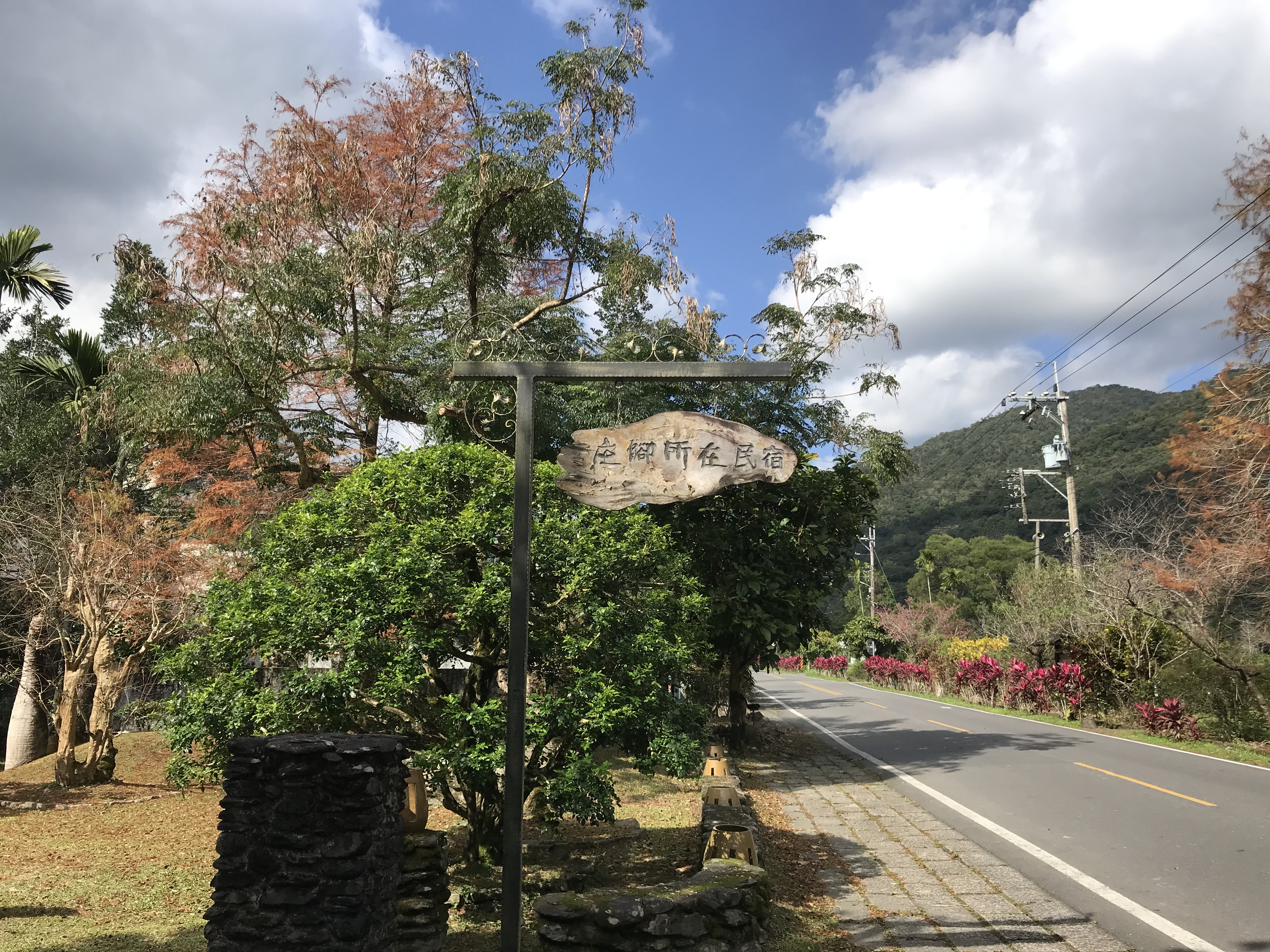
庄腳所在指路牌

### 早年生活
吳明一自小生長於員山鄉枕山村的農舍，家族為詔安客家人。服完兵役，他考上宜蘭高商，畢業後進入員山鄉農會擔任放款業務。
之後吳明一因不想待在農村而去讀台北工專學建築，36歲畢業。工專畢業後再至大同公司工作，而常住於台北。妻子陳月麗則在台北教插花。

### 經營民宿與休閒農場

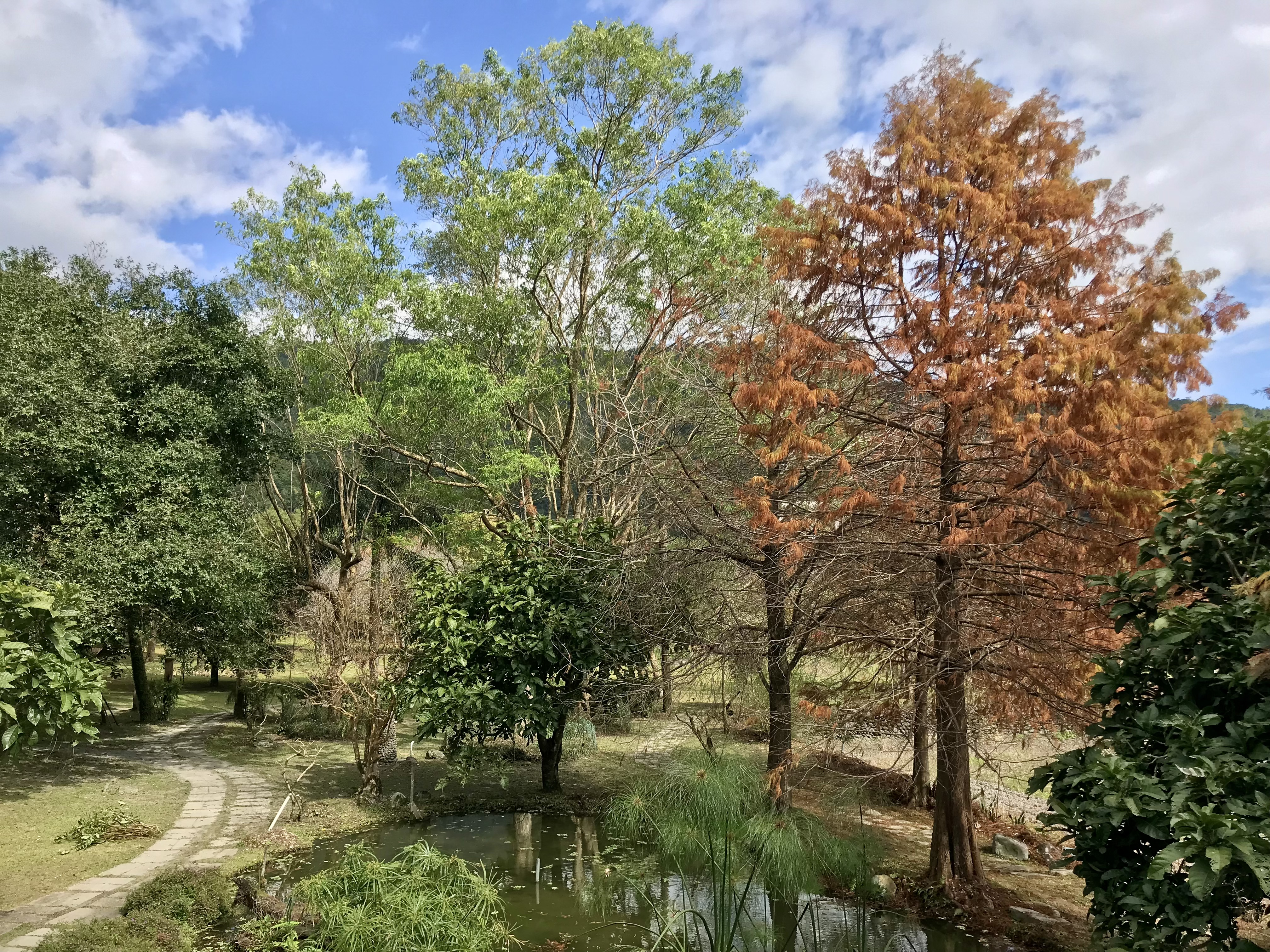
庄腳所在休閒農場落羽松

1991年，員山鄉大湖的農舍因人口流失而多有空居，獲政府「富麗農村」計畫補助1千萬改善當地環境後，吸引區運會遊客來此借宿，帶動當地民宿。吳明一於1995年自大同公司採購課長退休，便在自家土地舊居旁邊建了一幢歐洲式房舍作民宿，內有7間臥房，室內達120坪。吳明一把3千多坪的蓮霧園改造成休閒農場並種植大鄧伯花等，挖以夫妻名字取名的「明山麗池」的池塘。
對於住宿者，吳明一會製作幻燈片對介紹縣內的景點、提供自釀的楊桃酒。吳明一本想讓兒子待在家鄉賣咖啡，但兒子寧願去台北工作。妻子身兼廚師，製作當地風味的菜餚，如用金棗作成的棗餅、牛皮菜與蝦皮炒成的鮮蔬等。此外，妻子還在休閒農場入口經營名為「鄧伯花廊咖啡」的咖啡館。
1996年1月，記者就推薦吳明一取名「庄腳所在」的民宿。次年8月，員山鄉舉行「觀光元年」活動，庄腳所在也受鄉公所推薦，並稱「是農政單位及旅遊局稱許的民宿典範」。也有馬來西亞華僑都曾來此住宿，並在馬來西亞的華文報紙投稿推薦。2004年，農委會評量休閒農場，庄腳所在名列前茅。救國團也用使用庄腳所在的休閒農場作為未婚男女聯誼。

### 促進民宿合法

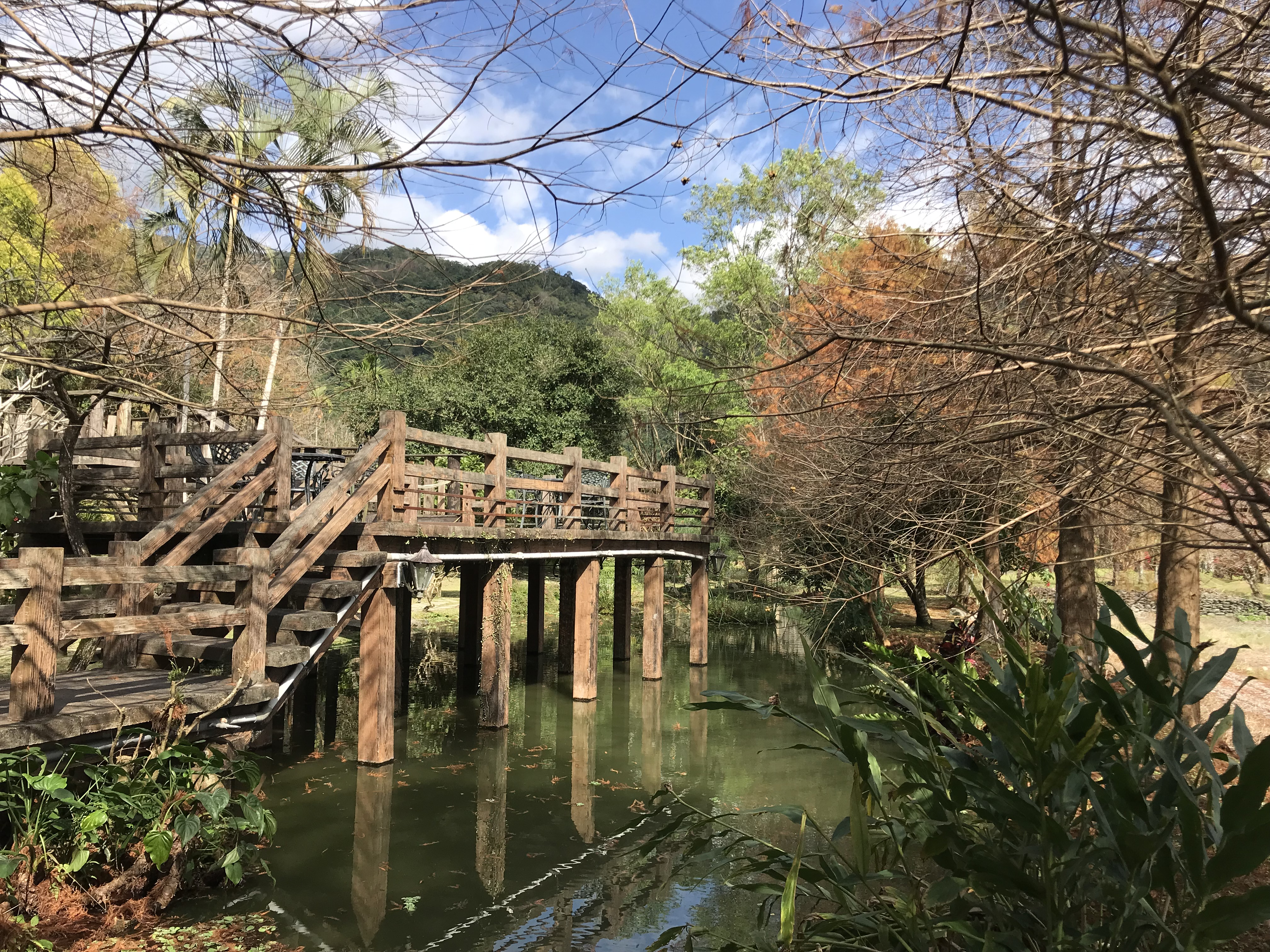
庄腳所在休閒農場池塘

自宜蘭國際童玩藝術節開辦後，宜蘭縣的民宿大幅增加。1996年10月11日，吳明一向政府陳情，希望政府讓農民經營的休閒農業、民宿有法人地位，以解決經濟問題。宜蘭縣民宿服務職業工會發言人李庭蘭回憶，吳明一發展民宿卻屢遭取締，於是串連業者、找立法委員、向觀光局力爭，讓民宿終於合法，而對於台灣民宿發展影響深遠。
2001年12月11日，交通部通過「民宿管理辦法」，民宿因此可以合法化。2002年10月2日，苗栗縣三義鄉的馨雅民宿，成為第一家正式掛牌的合法民宿。同月25日，宜蘭縣政府工商旅遊局公布取得合法民宿登記證的9間民宿，包含庄腳所在。年末，庄腳所在是當時臺灣合法的18間民宿之一。日後，吳明一與世新大學觀光系、美和技術學院休閒運動保健系合作，讓學生來此實習。

### 帶動家鄉經濟

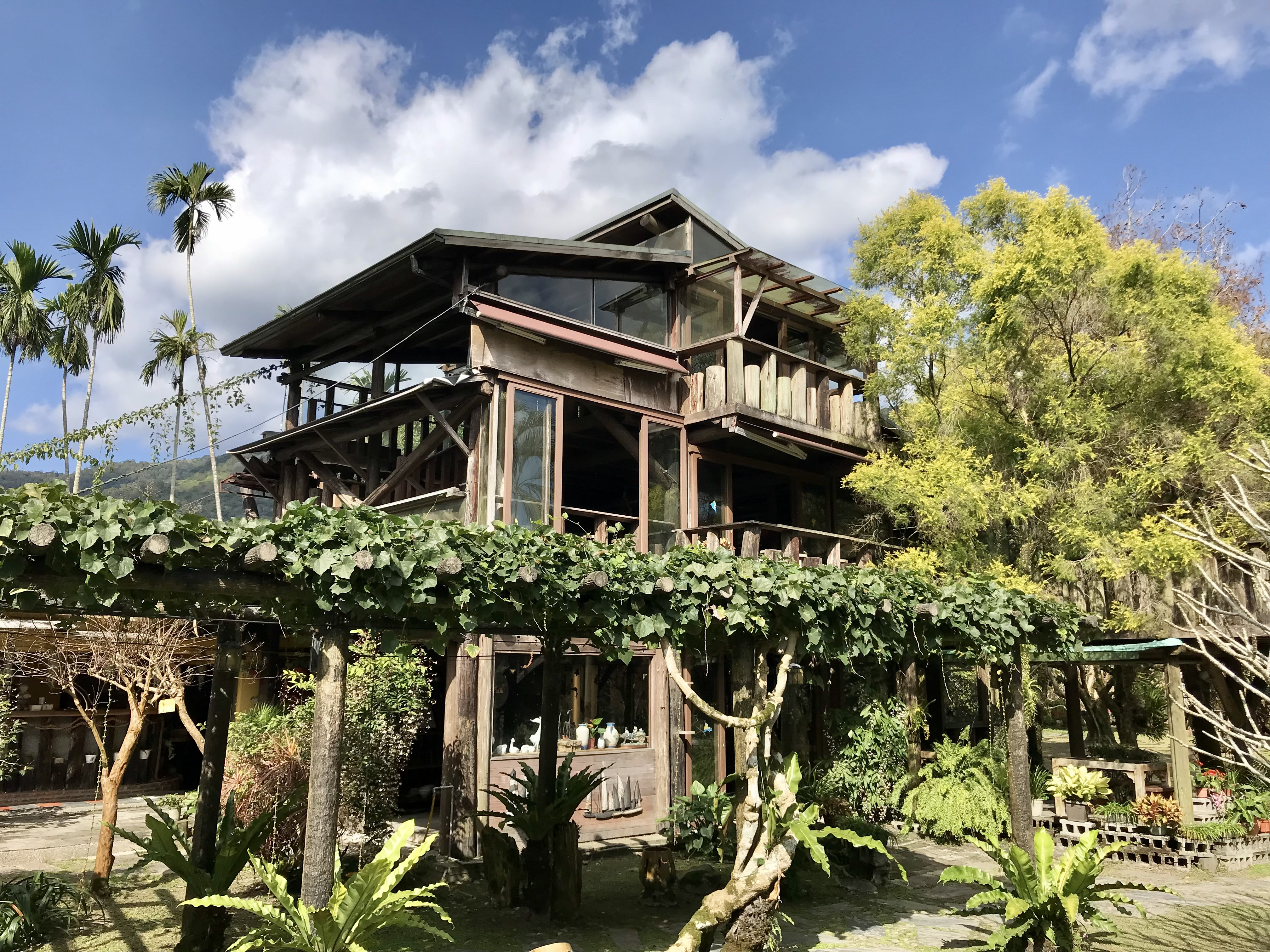
庄腳所在鄧伯花廊咖啡館

為促進當地觀光，吳明一整合鄰近農民、民宿、餐廳，把區內百多農戶和77公頃農地組成「休閒農業經營班」。2000年1月28日，吳明一帶行政院農委會到枕山村審查設立休閒農業專區。因他寫的枕頭山休閒農業區規劃報告，獲農委會評定為全國最高分，讓枕山村成為臺灣第一個休閒農業區，他也因此被推舉為枕頭山休閒農業促進會主任委員。擔任主任委員期間，他一自己寫規劃報告，也鼓勵同好加入民宿的經營。如宜蘭市婦女李若清、黃玲娜在枕山村開始經營名為「橙堡」的民宿，就有受吳明一幫忙。
2003年，吳明一與另外22家業者城組成鄉村之家聯誼會，並且發行民宿旅遊認同卡。

### 晚年
2001年2月22日，吳明一受縣府推薦為模範農民，於中興新村省政資料館接受表揚。2006年，吳明一的民宿獲交通部觀光局頒發「民宿經營績效卓著」。2008年2月19日，慶祝農民節大會在宜蘭縣立運動場體育館舉行，吳明一獲頒傑出休閒農場經營者。
2009年，吳明一於76歲取得佛光大學未來學研究所碩士。2015年4月14日，82歲、被同行稱為「民宿之父」的吳明一因肺腺癌在國立陽明交通大學附設醫院去世。